# Копана (Пясечинський повіт)
Копана (пол. Kopana) — село в Польщі, у гміні Тарчин Пясечинського повіту Мазовецького воєводства.
Населення — 598 осіб (2011).
У 1975-1998 роках село належало до Варшавського воєводства.

## Демографія
Демографічна структура станом на 31 березня 2011 року:
|          | Загалом | Допрацездатний вік | Працездатний вік | Постпрацездатний вік |
| -------- | ------- | ------------------ | ---------------- | -------------------- |
| Чоловіки | 294     | 53                 | 211              | 30                   |
| Жінки    | 304     | 59                 | 179              | 66                   |
| Разом    | 598     | 112                | 390              | 96                   |